# Molorchoepania mizoguchii
Molorchoepania mizoguchii là một loài bọ cánh cứng trong họ Cerambycidae.